# مورچه‌های رنگین‌کمانی
ایریدومیرمکس (نام علمی: Iridomyrmex) نام یک سرده از تیره مورچه است.